# Heart of a Dog (película de 2015)
Heart of a Dog es una película documental estadounidense de 2015 dirigida por la artista visual y compositora Laurie Anderson.

## Estreno y recepción
Heart of a Dog se proyectó en la sección de competencia principal del 72.º Festival Internacional de Cine de Venecia después de su estreno en el Festival de Cine de Telluride el 4 de septiembre de 2015.
Heart of a Dog se estrenó en los cines el 21 de octubre de 2015 y recibió elogios generalizados de la crítica. Según 70 reseñas recopiladas por Rotten Tomatoes, la película recibió un índice de aprobación del 96 % de 83 revisores, con una puntuación media de 8/10; El consenso crítico del sitio web dice: "De una pieza con gran parte de la producción idiosincrásica de la directora Laurie Anderson, Heart of a Dog profundiza en temas importantes con una gracia lírica e inquietante". Metacritic, que asigna una calificación normalizada en el rango de 0 a 100 según las reseñas de las principales publicaciones principales, calculó una puntuación promedio de 84, basada en 20 reseñas. La película fue nominada a Mejor Documental en los 31st Independent Spirit Awards, y fue preseleccionada para el Premio de la Academia a la Mejor Película Documental el 1 de diciembre de 2015.